# Michaił Dragomirow
Michaił Iwanowicz Dragomirow (ros. Михаи́л Ива́нович Драгоми́ров, ur. 8 listopada?/20 listopada 1830 k. Konotopu, zm. 15 października?/28 października 1905 w Konotopie) – rosyjski żołnierz, generał piechoty, teoretyk wojskowości, nauczyciel akademicki; urzędnik państwowy i polityk, w 1898–1903 generał-gubernator kijowski, od 1903 członek Rady Państwa.

## Życiorys
Urodził się w guberni czernichowskiej, w okolicy miasta Konotop. Jego rodzina miała korzenie serbskie, następnie wchodziła w skład kozaczyzny w czasie panowania Rzeczypospolitej na lewobrzeżnej Ukrainie, by po traktacie Grzymultowskiego 1686 wejść w skład Imperium Rosyjskiego.
Ukończył Konstantynowską Szkołę Artylerii. Służył w Sztabie Generalnym i był wykładowcą taktyki w Akademii Wojskowej. Przedstawiciel Rosji przy pruskim sztabie wojennym podczas wojny prusko-austriackiej 1866. Dowódca 14 Dywizji Piechoty w wojnie rosyjsko-tureckiej 1877-1878; jego dywizja jako pierwsza przeprawiła się przez Dunaj w pobliżu miasta Sistowo pod tureckim ostrzałem. 12 sierpnia 1877 podczas bitwy pod Szipką został ranny w nogę i wycofany z frontu. W 1878 został komendantem Nikołajewskiej Akademii Sztabu Generalnego jako adiutant generalny. W 1889 został dowódcą Kijowskiego Okręgu Wojskowego. 1897-1903 generalny gubernator Kijowa, Wołynia i Podola. Od 1903 członek Rady Państwowej. Jego sześciu synów również zostało oficerami rosyjskiej armii.

## Publikacje
- Joanna d'Arc: Dziewica orleańska. S. Stawczyński (tłum.). Kijów: L. Idzikowski, 1900.

- Pojedynki. Kazimierz Marcinkowski (tłum.). Kijów: L. Idzikowski, 1902.

## Odznaczenia
- Order Świętego Andrzeja Apostoła Pierwszego Powołania (1901)
- Order Świętego Aleksandra Newskiego (1889)
- Order Orła Białego (1886)
- Order Świętego Jerzego III klasy (1877)
- Order Świętego Włodzimierza I klasy (1896)
- Order Świętego Włodzimierza II klasy (1880)
- Order Świętego Włodzimierza III klasy (1869)
- Order Świętego Włodzimierza IV klasy (1862)
- Order Świętej Anny II klasy (1865)
- Order Świętej Anny III klasy
- Order Świętego Stanisława I klasy
- Order Świętego Stanisława III klasy
- Medal 40 Lat Nienagannej Służby (1890)
- Medal 50 lat Nienagannej Służby (1900)
- Wielki Oficer Legii Honorowej (Francja, 1884)
- Order Domowy pw. świętych Maurycego i Łazarza (Włochy, 1860)
- Order Korony (Prusy) II klasy (1866)
- Krzyż Wielki Orderu Korony Włoch (1891)
- Order Świętego Aleksandra I klasy (Bułgaria, 1883)
- Order Palm Akademickich (Francja, 1889)
- Order Iskander-Salis (Buchara, 1898)
- Krzyż Komandorski Królewskiego Orderu Miecza (Szwecja, 1898)
- Medal Wojskowy (Francja, 1900)